# Noctiluca scintillans
Noctiluca scintillans (Noctiluca miliaris) är en marin dinoflagellat som uppvisar bioluminiscens, Bioluminiscensen produceras av ett luciferin/luciferas-system beläget i tusentals sfäriska organeller i hela cytoplasman hos denna encelliga protist. Dessa organeller saknas hos icke-luminiscenta arter i släktet Noctiluca.

## Föda

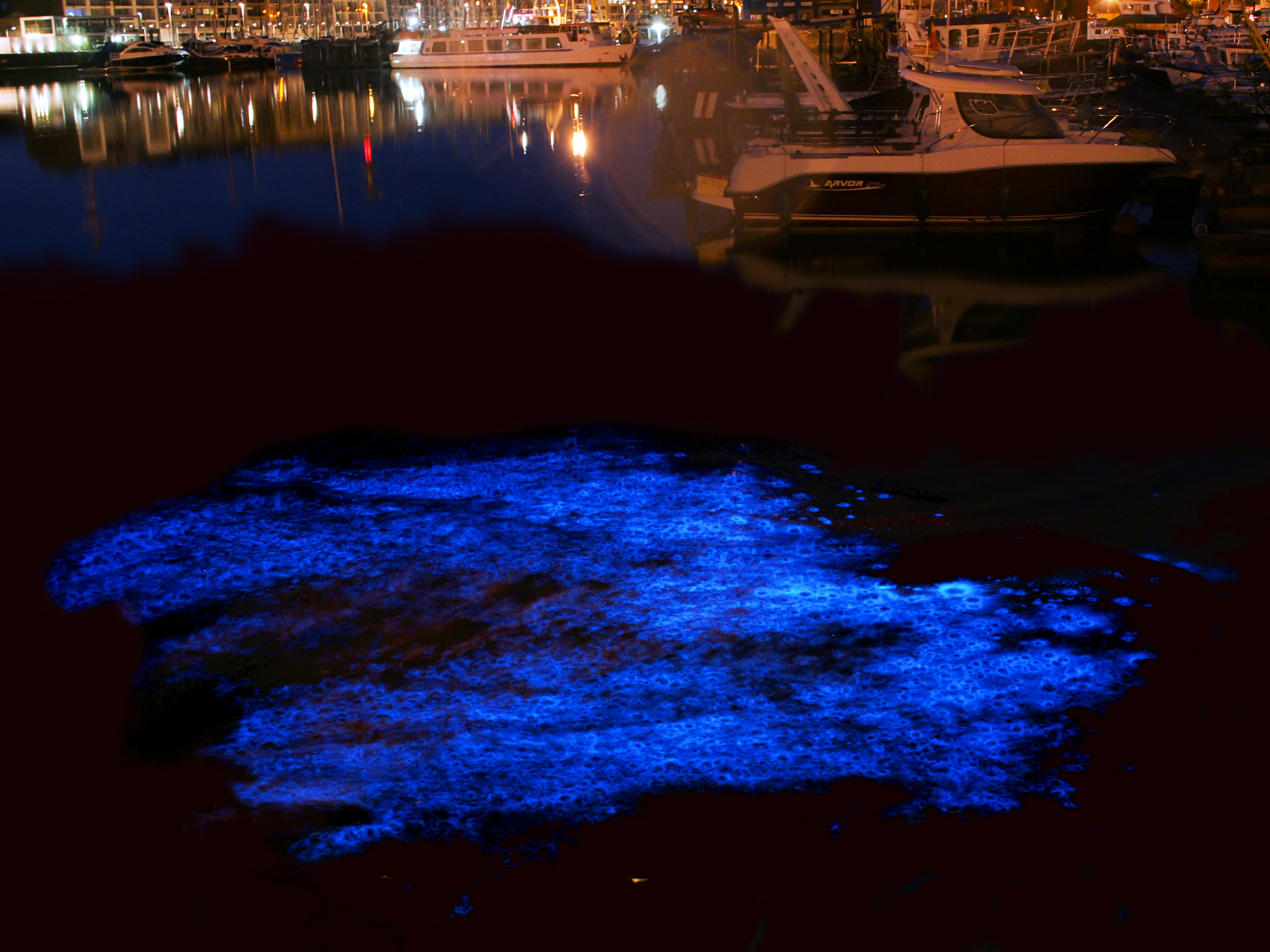
Långtidsexponering av mareld orsakad av Noctiluca scintillans i Zeebrugges småbåtshamn.

N. scintillans är en heterotrof (icke-fotosyntetiserande, saknar alltså kromatoforer) organism som omsluter sin föda (fagocytos), vilken huvudsakligen består av plankton, inkluderande kiselalger, andra dinoflagellater, likväl som fiskägg och bakterier. Kiselalger återfinns ofta i vakuolerna (inre "lagringsbubblor" som avgränsas av membran) i dessa encelliga varelser. Kiselalgerna, dessa autotrofa fotosyntetiserande symbionter, kan leva i vakuolerna i flera generationer. Kiselalger av släktet Thalassiosira har i litteraturen konstaterats vara en uppskattad födokälla.

## Utbredning
N. scintillans är vitt spridd över världen – ofta längs kusterna, i estuarier och på grunda områden av kontinentalsocklarna som erhåller tillräckligt med ljus för de fytoplankton som utgör en stor del av N. scintillans diet.

## Anatomi
N. scintillans har en ventral fåra med ett transversellt (gissel) som går längs cellens "midja" och ett näringssamlande gissel (tentakel) som sträcker sig bakåt. Det tranversella gisslet bidrar inte till organismens rörelse och därför är den "orörliga" N. scintillans beroende av att reglera sin flytkraft - kanske genom att kontrollera koncentrationen av ammoniak och joner i cellen - för att kunna flytta sig vertikalt i vattenpelaren.
Åminstone en studie har visat att N. scintillans producerar en slemsträng som sträcker sig från tentakelns spets och som klibbar fast vid plankton när den rör sig i vattenpelaren.

## Storlek
Den encelliga N. scintillans är i stort sett sfärisk och mellan 200 och 2000 µm i diameter (sällan över 1 mm i svenska vatten). Den saknar det pansar som finns hos många andra dinoflagellater och kromosomerna hos Noctiluca är, till skillnad från de flesta andra arter, inte synliga och kondenserade genom hela livscykeln.

## "Blomning"
Stora koncentrationer av deras födokälla (plankton) - som troligen orsakas av omvärldsfaktorer, exempelvis välblandat näringsrikt vatten - och årstidsmässiga strömningsvariationer är faktorer som medverkar till en snabb populationstillväxt, "algblomning", och kan orsaka att vattnet blir en rosa eller ljusbrun sörja (på engelska känt som red tide). Övergödning från t.ex. jordbruk kan bidra till styrkan hos dessa blomningar, men det är inte nödvändigt för att orsaka tillväxt hos Noctiluca scintillans.
Inte alla algblomningar som orsakas av Noctiluca scintillans är röda, eftersom färgen hos organiserna i vakuolerna påverkar färgen. Till exempel orsakas grön färg av populationer som innehåller grönfärgade prasinofyter (grönalger, Chlorophyta) som lever i deras vakuoler.
N. scintillans förefaller inte själv att vara toxisk, men eftersom de livnär sig på växtplankton så ackumuleras stora mängder ammoniak som sedan utsöndras i omgivmimgen. Detta kan läggas till de neurotoxiner som produceras av andra dinoflagellater (som arter av släktena Alexandium och Gonyaulax) vilket då bidrar till andra vattenlevande organismers död.